# 半鱗厚頰綿鳚
半鱗厚頰綿鳚，為輻鰭魚綱鱸形目绵鳚亞目绵鳚科的其中一種，分布於西北太平洋的千島群島海域，屬底棲性魚類，棲息深度在水深0至60公尺，背鰭軟條110枚；臀鰭軟條89枚；脊椎骨107至112枚，體長可達13.7公分，主要活動在潮間帶。

## 扩展阅读
維基物種上的相關：半鱗厚頰綿鳚